# Corné du Plessis
Corne Du Plessis, född den 20 mars 1978, är en sydafrikansk friidrottare som tävlar i kortdistanslöpning.
Du Plessis deltog vid VM i Edmonton 2001 där han tillsammans med Morne Nagel, Lee-Roy Newton och Matthew Quinn blev han världsmästare på 4 x 100 meter. Ursprungligen vann USA loppet men blev av med sina medaljer då det framkommit att Tim Montgomery varit dopad. 

## Personliga rekord
- 100 meter - 10,25
- 200 meter - 20,39